# Trophée Métropole Nice Côte d'Azur
Trophée Métropole Nice Côte d’Azur — международный турнир по фигурному катанию. Обычно проводится в октябре или ноябре в Ницце, Франция. Регулярно проходил в 1995—2017 годах (кроме 2005 года), носил название Международный Кубок Ниццы (фр. Coupe Internationale de Nice, англ. International Cup of Nice). В 2021 году был возрождён под нынешним названием. В 2024 году турнир впервые стал частью соревнований серии «Челленджер» (CS).
До 2008 года спортсмены соревновались в трёх возрастных категориях: начинающие, юниоры и взрослые. Начиная с 2009 года соревнования в категории «начинающие» не проводятся. В том же году в программу турнира впервые были включены танцы на льду.

## Медалисты по разряду «Senior»

### Мужчины
| Медалисты в мужском одиночном катании | Медалисты в мужском одиночном катании | Медалисты в мужском одиночном катании | Медалисты в мужском одиночном катании |
| ------------------------------------- | ------------------------------------- | ------------------------------------- | ------------------------------------- |
| Год                                   | Золото                                | Серебро                               | Бронза                                |
| 1995                                  |                                       |                                       |                                       |
| 1996                                  |                                       |                                       |                                       |
| 1997                                  |                                       |                                       |                                       |
| 1998                                  |                                       |                                       |                                       |
| 1999                                  |                                       |                                       |                                       |
| 2000                                  | Давид Ешке                            | Грегори Ревердю                       | Андрей Грязев                         |
| 2001                                  |                                       |                                       |                                       |
| 2002                                  | Константин Меньшов                    | Батист Поркью                         | Грегори Ревердю                       |
| 2003                                  | Дамьен Джорджович                     | Батист Поркью                         | Самуэль Контести                      |
| 2004                                  | Андрей Грязев                         | Самуэль Контести                      | Станик Жаннетт                        |
| 2005                                  | Турнир не проводился                  | Турнир не проводился                  | Турнир не проводился                  |
| 2006                                  | Андрей Лутай                          | Пшемыслав Доманьский                  | Адриан Шультхайсс                     |
| 2007                                  | Янник Понсеро                         | Константин Меньшов                    | Жереми Колот                          |
| 2008                                  | Янник Понсеро                         | Албан Преобер                         | Игорь Маципура                        |
| 2009                                  | Артур Гачинский                       | Албан Преобер                         | Хавьер Фернандес                      |
| 2010                                  | Артур Гачинский                       | Константин Меньшов                    | Албан Преобер                         |
| 2011                                  | Киган Мессинг                         | Шафик Бессегье                        | Константин Меньшов                    |
| 2012                                  | Киган Мессинг                         | Макс Аарон                            | Петер Либерс                          |
| 2013                                  | Томаш Вернер                          | Константин Меньшов                    | Жан Буш                               |
| 2014                                  | Александр Петров                      | Артур Дмитриев                        | Кейдзи Танака                         |
| 2015                                  | Шафик Бессегьер                       | Александр Майоров                     | Дмитрий Алиев                         |
| 2016                                  | Шафик Бессегьер                       | Антон Шулепов                         | Макар Игнатов                         |
| 2017                                  | Янь Хань                              | Йорик Хендрикс                        | Петер Либерс                          |
| 2021                                  | Люк Экономидес                        | Ромен Понсар                          | Давиде Льютон Брейн                   |
| 2022                                  | Адам Сяо Хим Фа                       | Люк Экономидес                        | Давиде Льютон Брейн                   |
| 2023                                  | Адам Сяо Хим Фа                       | Франсуа Пито                          | Корантен Спинар                       |
| 2024 CS                               | Адам Сяо Хим Фа                       | Лукас Бричги                          | Михаил Селевко                        |

### Женщины
| Медалисты в женском одиночном катании | Медалисты в женском одиночном катании | Медалисты в женском одиночном катании | Медалисты в женском одиночном катании |
| ------------------------------------- | ------------------------------------- | ------------------------------------- | ------------------------------------- |
| Год                                   | Золото                                | Серебро                               | Бронза                                |
| 1995                                  |                                       |                                       |                                       |
| 1996                                  |                                       |                                       |                                       |
| 1997                                  |                                       |                                       |                                       |
| 1998                                  |                                       |                                       |                                       |
| 1999                                  |                                       |                                       |                                       |
| 2000                                  | Вероника Дивальд                      | Татьяна Басова                        | Ангела Дивальд                        |
| 2001                                  |                                       |                                       |                                       |
| 2002                                  | Татьяна Басова                        | Анна Юркевич                          | Вероника Дивальд                      |
| 2003                                  | Ангелина Туренко                      | Ванесса Гусмероли                     | Мартина Сазанелли                     |
| 2004                                  | Анн-Софи Кальве                       | Флер Максвелл                         | Алима Гершкович                       |
| 2005                                  | Турнир не проводился                  | Турнир не проводился                  | Турнир не проводился                  |
| 2006                                  | Виктория Павук                        | Хенрикка Хиетаниеми                   | Виктория Хельгессон                   |
| 2007                                  | Виктория Павук                        | Анна Юркевич                          | Ванесса Джеймс                        |
| 2008                                  | Констанце Паулинус                    | Алёна Леонова                         | Стефания Бертон                       |
| 2009                                  | Ксения Макарова                       | Валентина Маркеи                      | Харука Имаи                           |
| 2010                                  | Алёна Леонова                         | Валентина Маркеи                      | Маэ Беренис Мейт                      |
| 2011                                  | Полина Агафонова                      | Наталья Попова                        | Анна Овчарова                         |
| 2012                                  | Полина Коробейникова                  | Исабель Ольссон                       | Кристина Засеева                      |
| 2013                                  | Мария Артемьева                       | Кири Бага                             | Натали Вайнцирль                      |
| 2014                                  | Елизавета Туктамышева                 | Мияби Оба                             | Исабель Ульссон                       |
| 2015                                  | Елизавета Туктамышева                 | Алёна Леонова                         | Лорин Лекавелье                       |
| 2016                                  | Маэ-Беренис Мейте                     | Луна Хендрикс                         | Лорин Лекавелье                       |
| 2017                                  | Алиса Федичкина                       | Ли Сянинь                             | Анна Хныченкова                       |
| 2021                                  | Леа Серна                             | Элишка Бржезинова                     | Юлия Заутер                           |
| 2022                                  | Леа Серна                             | Жад Овин                              | Майя Маццара                          |
| 2023                                  | Эмми Пелтонен                         | Мария Сенюк                           | Александра Фейгин                     |
| 2024 CS                               | Ким Чхэён                             | Нина Петрыкина                        | Фи Энн Лэндри                         |

### Парное катание
| Медалисты в парном катании | Медалисты в парном катании            | Медалисты в парном катании            | Медалисты в парном катании           |
| -------------------------- | ------------------------------------- | ------------------------------------- | ------------------------------------ |
| Год                        | Золото                                | Серебро                               | Бронза                               |
| 1995                       |                                       |                                       |                                      |
| 1996                       |                                       |                                       |                                      |
| 1997                       |                                       |                                       |                                      |
| 1998                       |                                       |                                       |                                      |
| 1999                       |                                       |                                       |                                      |
| 2000                       |                                       |                                       |                                      |
| 2001                       |                                       |                                       |                                      |
| 2002                       | Юлия Карбовская / Сергей Славнов      | Доминика Пёнтковская / Марцин Святек  | Не было других участников            |
| 2003                       | Татьяна Кокорева / Егор Головкин      | Наталья Шестакова / Павел Лебедев     | Сабрина Лефрансуа / Жером Бланшар    |
| 2004                       | Мария Мухортова / Максим Траньков     | Алёна Савченко / Робин Шолковы        | Валерия Симакова / Антон Токарев     |
| 2005                       | Турнир не проводился                  | Турнир не проводился                  | Турнир не проводился                 |
| 2006                       | Юко Кавагути / Александр Смирнов      | Мелоди Шатенье / Меди Буззин          | Лаура Маджитери / Ондрей Хотарек     |
| 2007                       | Юко Кавагути / Александр Смирнов      | Аделин Канак / Максимен Койя          | Мари Фартман / Флориан Юст           |
| 2008                       | Юко Кавагути / Александр Смирнов      | Хлоя Кац / Джозеф Линч                | Аделин Канак / Максимен Койя         |
| 2009                       | Аделин Канак / Максимен Койя          | Ксения Озерова / Александр Энберт     | Екатерина Костенко / Роман Талан     |
| 2010                       | Катарина Гербольдт / Александр Энберт | Николь Делла Моника / Янник Кокон     | Татьяна Новик / Михаил Кузнецов      |
| 2011                       | Стефания Бертон / Ондржей Готарек     | Катарина Гербольдт / Александр Энберт | Мэри Бет Марли / Рокни Брубейкер     |
| 2012                       | Алекса Шимека / Крис Книрим           | Ксения Столбова / Фёдор Климов        | Николь Делла Моника / Маттео Гуаризе |
| 2013                       | Аннабель Прёльсс / Рубен Бломмерт     | Джессика-Нолле Калаланг / Зак Сидью   | Майлин Венде / Даниэль Венде         |
| 2014                       | Николь Делла Моника / Маттео Гуаризе  | Вера Базарова / Андрей Депутат        | Мари Вартман / Аарон Ван Клив        |
| 2015                       | Мари Вартман / Рубен Бломмерт         | Мириам Циглер / Северин Кифер         | Камилла Мендоза / Павел Ковалёв      |
| 2016                       | Анна Душкова / Мартин Бидар           | Мириам Циглер / Северин Кифер         | Ребекка Гиларди / Филиппо Амброзини  |
| 2017                       | Юй Сяоюй / Чжан Хао                   | Анника Хокке / Рубен Бломмерт         | Ким Гю Ын / Кам Алекс Кан Чан        |
| 2021                       | Лаура Баркеро / Марко Дзандрон        | Сара Конти / Никколо Мачии            | Дорота Брода / Педро Бетегон Мартин  |
| 2022                       | Ирма Кальдара / Риккардо Мальо        | Изабелла Гамес / Александр Коровин    | Оксана Вуйамо / Флавьен Жиньо        |
| 2023                       | Оксана Вуйамо / Флавьен Жиньо         | Осеан Пьега / Денис Стрекалин         | София Шаллер / Ливио Майр            |
| 2024                       | Минерва Фабьен Хазе / Никита Володин  | Изабелла Гамес / Александр Коровин    | Луиза Эрхард / Маттис Пеллегрис      |

### Танцы на льду
| Медалисты в танцах на льду | Медалисты в танцах на льду          | Медалисты в танцах на льду              | Медалисты в танцах на льду           |
| -------------------------- | ----------------------------------- | --------------------------------------- | ------------------------------------ |
| Год                        | Золото                              | Серебро                                 | Бронза                               |
| 2009                       | Хлоя Ибанес / Мариен де ла Асунсьон | Хенна Линдхольм / Осси Канерво          | Не было других участников            |
| 2010                       | Пернель Каррон / Ллойд Джонс        | Лоренца Алессандрини / Симоне Ватури    | Пенни Кумс / Николас Бакленд         |
| 2011                       | Валерия Старыгина / Иван Волобуев   | Пернель Каррон / Ллойд Джонс            | Сара Уртадо / Адрия Диас             |
| 2012                       | Ксения Монько / Кирилл Халявин      | Валерия Старыгина / Иван Волобуев       | Ирина Шторк / Таави Ранд             |
| 2013                       | Габриэла Пападакис / Гийом Сизерон  | Лоренца Алессандрини / Симон Ватури     | Ксения Монько / Кирилл Халявин       |
| 2014                       | Пенни Кумс / Николас Бакленд        | Оливия Смарт / Джозеф Бакленд           | Лолита Ермак / Алексей Шумский       |
| 2015                       | Сецилия Тёрн / Юссивилле Партанен   | Лоренца Алессандрини / Пьер Суке        | Каролан Сусисс / Симон Тангуэй       |
| 2016                       | Мари-Жад Лорьо / Ромен Ле Гак       | Катарина Мюллер / Тим Дик               | Александра Назарова / Максим Никитин |
| 2017                       | Пенни Кумс / Николас Бакленд        | Ван Шиюэ / Лю Синьюй                    | Мари-Жад Лорьо / Ромен Ле Гак        |
| 2021                       | Юлия Турккила / Маттиас Верслуйс    | Евгения Лопарёва / Жоффре Бриссо        | Лоисья Демужо / Тео Ле Мерсье        |
| 2022                       | Юлия Турккила / Маттиас Верслуйс    | Мари Дюпайяж / Тома Набе                | Наташа Лагуж / Арно Каффа            |
| 2023                       | София Валь / Асаф Казимов           | Паулина Раманаускайте / Дейвидас Кизала | Сяо Цзыси / Хэ Линхао                |
| 2024 CS                    | Эллисон Рид / Саулюс Амбрулявичюс   | Кэролайн Грин / Майкл Парсонс           | Эва Пейт / Логан Бай                 |

## Медалисты по разряду «Junior»

### Юноши
| Медалисты в мужском одиночном катании | Медалисты в мужском одиночном катании | Медалисты в мужском одиночном катании | Медалисты в мужском одиночном катании |
| ------------------------------------- | ------------------------------------- | ------------------------------------- | ------------------------------------- |
| Год                                   | Золото                                | Серебро                               | Бронза                                |
| 1995                                  |                                       |                                       |                                       |
| 1996                                  |                                       |                                       |                                       |
| 1997                                  |                                       |                                       |                                       |
| 1998                                  |                                       |                                       |                                       |
| 1999                                  |                                       |                                       |                                       |
| 2000                                  | Алексей Василевский                   | Янник Понсеро                         | Ян Деслот                             |
| 2001                                  |                                       |                                       |                                       |
| 2002                                  | Андрей Лутай                          | Gilles Cabaret                        | Cyril Volland                         |
| 2003                                  | Янник Понсеро                         | Андрей Лутай                          | Jeremy Colot                          |
| 2004                                  | Jeremy Colot                          | Андрей Лутай                          | Янник Кокон                           |
| 2005                                  | Турнир не проводился                  | Турнир не проводился                  | Турнир не проводился                  |
| 2006                                  | Никита Михайлов                       | Christopher Boyadi                    | Марко Фаббри                          |
| 2007                                  | Артур Гачинский                       | Никита Михайлов                       | Mikael Redin                          |
| 2008                                  | Марк Вайан                            | Хавьер Райя                           | Шафик Бессегье                        |
| 2009                                  | Йорик Хендрикс                        | Артур Дмитриев                        | Поль Эммануэль Ришардо                |
| 2010                                  | Владислав Тарасенко                   | Simon Hocquaux                        | Квентин Лоуренсо                      |
| 2011                                  | Владислав Тарасенко                   | Станислав Перцов                      | Шарль Тета                            |
| 2012                                  | Александр Петров                      | Артём Лежнеев                         | Симон Окуо                            |
| 2013                                  | Денис Васильев                        | Иван Павлов                           | Андрей Зубер                          |
| 2014                                  | Андрей Лазукин                        | Дмитрий Шутков                        | Кевин Эймоз                           |
| 2015                                  | Пётр Гуменник                         | Егор Мурашов                          | Петр Котларжик                        |
| 2016                                  | Егор Мурашов                          | Адам Сяо Хим Фа                       | Габриель Фолькессон                   |
| 2017                                  | Матиаш Белоградский                   | Ландри Ле Ме                          | Башар Октар                           |
| 2021                                  | Франсуа Пито                          | Корантен Спинар                       | Эмануэле Инделикато                   |
| 2022                                  | Франсуа Пито                          | Илия Гогитидзе                        | Али Эфе Гюнеш                         |
| 2023                                  | Маттео Налбоне                        | Илия Гогитидзе                        | Жанни Мотилла                         |

### Девушки
| Медалисты в женском одиночном катании | Медалисты в женском одиночном катании | Медалисты в женском одиночном катании | Медалисты в женском одиночном катании |
| ------------------------------------- | ------------------------------------- | ------------------------------------- | ------------------------------------- |
| Год                                   | Золото                                | Серебро                               | Бронза                                |
| 1995                                  |                                       |                                       |                                       |
| 1996                                  |                                       |                                       |                                       |
| 1997                                  |                                       |                                       |                                       |
| 1998                                  |                                       |                                       |                                       |
| 1999                                  |                                       |                                       |                                       |
| 2000                                  | Софи Буаэ                             | Екатерина Васильева                   | Кароль Азарио                         |
| 2001                                  |                                       |                                       |                                       |
| 2002                                  | Джессика Дюбе                         | Валерия Воробьёва                     | Катарина Гербольдт                    |
| 2003                                  | Дарья Кириленко                       | Валерия Леони                         | Кристьянна Ди Натале                  |
| 2004                                  | Ксения Доронина                       | Mutsumi Takayama                      | Юсефине Рингдаль                      |
| 2005                                  | Турнир не проводился                  | Турнир не проводился                  | Турнир не проводился                  |
| 2006                                  | Алёна Леонова                         | Николь Делла Моника                   | Джоши Хельгессон                      |
| 2007                                  | Алёна Леонова                         | Мириам Циглер                         | Ноэми Зильберер                       |
| 2008                                  | Сандра Ситбон                         | Малин Тальегор                        | Мария Артемьева                       |
| 2009                                  | Karen Kemanai                         | Мария Артемьева                       | Ира Ваннут                            |
| 2010                                  | Елизавета Туктамышева                 | Ленаэль Гийерон-Горри                 | Николь Госвияни                       |
| 2011                                  | Мария Ставицкая                       | Анаис Вентар                          | Арина Петрова                         |
| 2012                                  | Мария Ставицкая                       | Лорин Лекавелье                       | Енни Сааринен                         |
| 2013                                  | Наталья Огорельцева                   | Светлана Лебедева                     | Анна Душкова                          |
| 2014                                  | Элизабет Турсынбаева                  | Марина Попов                          | Даниэлле Харрисон                     |
| 2015                                  | Алиса Федичкина                       | Дойун Ко                              | Ким Черемски                          |
| 2016                                  | Алиса Федичкина                       | И Кристи Лён                          | Юлия Фройчер                          |
| 2017                                  | Анастасия Губанова                    | Мария Талалайкина                     | Алессия Торнаги                       |
| 2021                                  | Кимми Репонд                          | Ливия Кайзер                          | Ноэлле Штреули                        |
| 2022                                  | Елена Агостинелли                     | Ноэлле Штреули                        | Анна Бергстрём                        |
| 2023                                  | Иида Кархунен                         | Оливия Бакса                          | Леандра Цимпукакис                    |

### Парное катание
| Медалисты в парном катании | Медалисты в парном катании        | Медалисты в парном катании        | Медалисты в парном катании    |
| -------------------------- | --------------------------------- | --------------------------------- | ----------------------------- |
| Год                        | Золото                            | Серебро                           | Бронза                        |
| 1995                       |                                   |                                   |                               |
| 1996                       |                                   |                                   |                               |
| 1997                       |                                   |                                   |                               |
| 1998                       |                                   |                                   |                               |
| 1999                       |                                   |                                   |                               |
| 2000                       |                                   |                                   |                               |
| 2001                       |                                   |                                   |                               |
| 2002                       | Мария Мухортова / Павел Лебедев   | Джессика Дюбе / Самуэль Тетраульт | Марлин Пла / Янник Бонер      |
| 2003                       | Мария Мухортова / Максим Траньков | Иоанна Дусик / Патрык Шаласьный   | Юлия Шербовская / Люцаш Хлюба |
| 2004- 2016                 | Соревнования не проводились       | Соревнования не проводились       | Соревнования не проводились   |

## Медалисты по разряду «Novice»

### Мальчики
| Медалисты в мужском одиночном катании | Медалисты в мужском одиночном катании | Медалисты в мужском одиночном катании | Медалисты в мужском одиночном катании |
| ------------------------------------- | ------------------------------------- | ------------------------------------- | ------------------------------------- |
| Год                                   | Gold                                  | Silver                                | Бронза                                |
| 1995                                  |                                       |                                       |                                       |
| 1996                                  |                                       |                                       |                                       |
| 1997                                  |                                       |                                       |                                       |
| 1998                                  |                                       |                                       |                                       |
| 1999                                  |                                       |                                       |                                       |
| 2000                                  | Adrien Sfecci                         | Денис Бахаровский                     | Пшемыслав Доманьский                  |
| 2001                                  |                                       |                                       |                                       |
| 2002                                  |                                       |                                       |                                       |
| 2003                                  | Ким Люсин                             | Виктор Целин                          | Илья Гурылев                          |
| 2004                                  | Артур Гачинский                       | Денис Тен                             | Гордей Горшков                        |
| 2005                                  | Турнир не проводился                  | Турнир не проводился                  | Турнир не проводился                  |
| 2006                                  | Денис Тен                             | Артур Гачинский                       | Quentin Lourenco                      |
| 2007                                  | Gaylord Lavoisier                     | Себастьян Лёфек                       | Павел Стракач                         |
| 2008                                  | Шарль Тета                            | Gregoire Applehans                    | Ярослав Паниот                        |

### Девочки
| Медалисты в женском одиночном катании | Медалисты в женском одиночном катании | Медалисты в женском одиночном катании | Медалисты в женском одиночном катании |
| ------------------------------------- | ------------------------------------- | ------------------------------------- | ------------------------------------- |
| Год                                   | Золото                                | Серебро                               | Бронза                                |
| 1995                                  |                                       |                                       |                                       |
| 1996                                  |                                       |                                       |                                       |
| 1997                                  |                                       |                                       |                                       |
| 1998                                  |                                       |                                       |                                       |
| 1999                                  |                                       |                                       |                                       |
| 2000                                  |                                       |                                       |                                       |
| 2001                                  |                                       |                                       |                                       |
| 2002                                  |                                       |                                       |                                       |
| 2003                                  | Ксения Озерова                        | Laura Dutertre                        | Аделин Канак                          |
| 2004                                  | Нина Петушкова                        | Vincianne Fortin                      | Ксения Столбова                       |
| 2005                                  | Турнир не проводился                  | Турнир не проводился                  | Турнир не проводился                  |
| 2006                                  | Маэ-Беренис Мейте                     | Элеонора Винниченко                   | Анастасия Гавриленко                  |
| 2007                                  | Елизавета Туктамышева                 | Маэ-Беренис Мейте                     | Николь Госвияни                       |
| 2008                                  | Елизавета Туктамышева                 | Юсефин Тайегорд                       | Лена Марокко                          |